# 가요교차로
가요교차로는 TBN 대전교통방송(대전·세종·충청 FM 102.9MHz, 서산 FM 103.9MHz)에서 주말 오후 4시부터 오후 5시 55분까지 방송되는 대전과 세종 충청권 지역의 라디오 음악 프로그램이다.

## 코너소개

### 일일 코너
- 추억 소환, 그 때 우리는 : 누구에게나 ‘추억’으로 남아 있는 어린 시절 이야기로 일상에서 거칠어진 마음을 따뜻하게 만드는 시간

### 토요일
- 가족의 발견 : 1인 가구나 하우스메이트 등 다양한 가족 형태가 생긴 지금도 여전히 감동을 주는 ‘가족’ 이야기를 드라마, 책, 영화 속에서 찾아보고 공감하는 시간
- J사감과 안전레터 : 시의성 있는 안전 정을 ‘J사감’이라는 캐릭터 연기를 통해 위트있게 제공하고 경각심을 일깨우는 시간

### 일요일
- 라이프무비 : 영화 속 인생 이야기와 영화를 만드는 사람들(배우, 감독 등)의 에피소드가 우리 삶과 별반 다르지 않다는 사실을 영화감독의 시선으로 발견해보는 시간(이수지 감독)
- 알쏭달쏭 세상만사 : 다양한 매체에서 다루는 세계 속 신기한 사건사고들을 소개하는 시간
- 우리 모두의 Live : 다재다능한 악기 연주와 특색 있는 라이브를 들어보고, 요즘 시기에 어울리는 노래도 추천 받아 함께 감상하는 시간(가수 디안)